# Oscar Straus

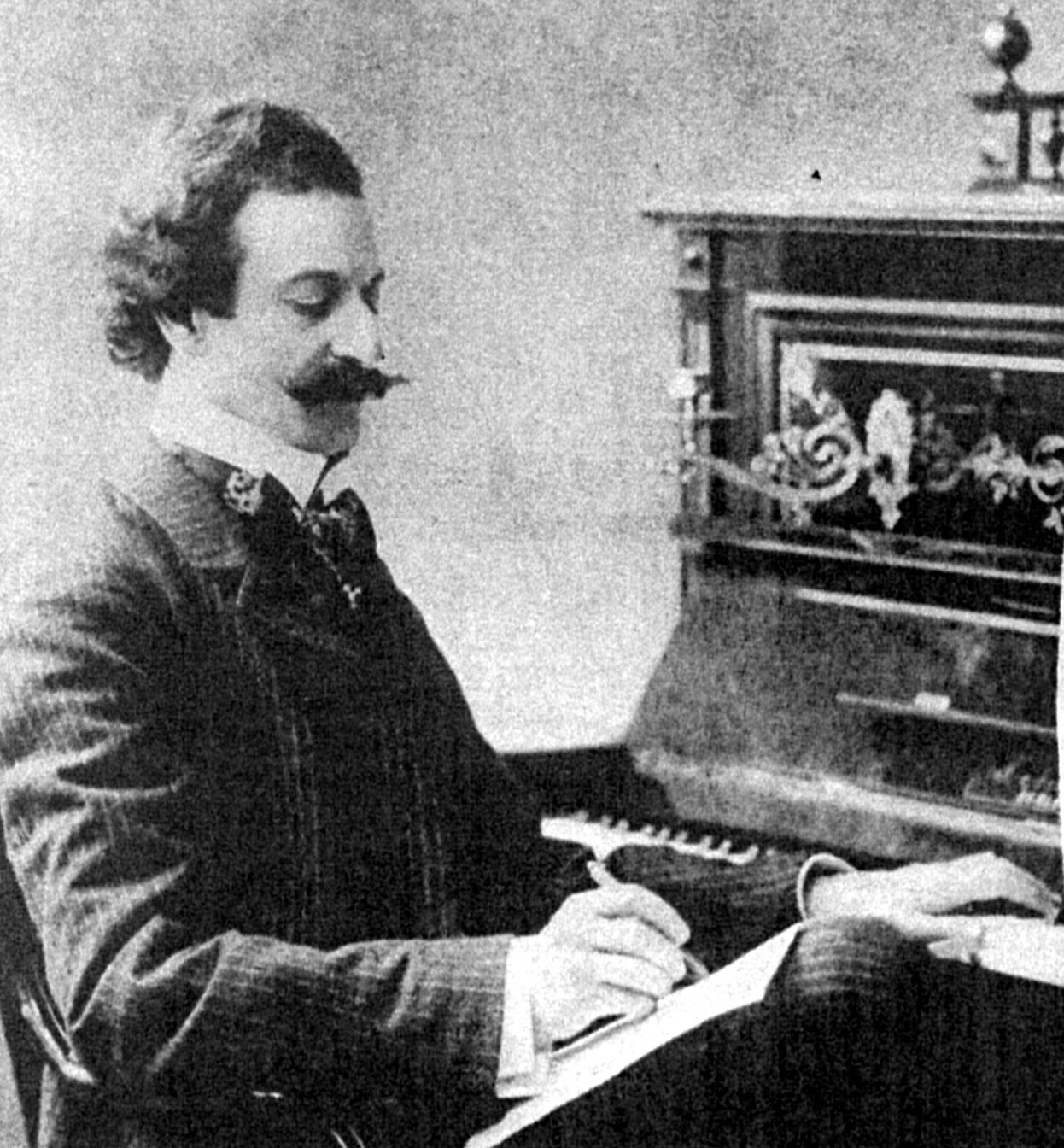
Oscar Straus, c. 1902

Oscar Straus, nato Oscar Nathan Strauss, (Vienna, 6 marzo 1870 – Bad Ischl, 11 gennaio 1954), è stato un compositore austriaco di opere, operette, colonne sonore e canzoni di cabaret oltre che di musica da camera e corale. Il suo vero cognome era Strauss ma, per motivi professionali, deliberatamente omise una s finale per non essere confuso con la famiglia Strauss. Comunque, seguì il consiglio che gli diede Johann Strauss jr. nel 1898, di abbandonare la composizione di valzer per la più remunerativa attività di comporre per il teatro.

## Biografia
Nato a Vienna nel 1870 in una famiglia benestante (il padre Leopold era un banchiere ebreo), si dilettava da bambino a suonare tromba e tamburo, ma soltanto dopo il Ginnasio si dedicò seriamente alla musica, su consiglio di Johannes Brahms, trasferendosi a Berlino per studiare privatamente con Max Bruch. Grazie all'aiuto del "re del valzer" Johann Strauss, intraprese la carriera di direttore in teatri tedeschi di provincia, componendo anche due opere serie di scarso successo, prima di approdare nel 1901 a Berlino al cabaret Überbrettl – dove in futuro lavorerà anche Arnold Schönberg – come pianista e compositore. Tra i Lieder che scrisse per l'Überbrettl, di carattere prevalentemente satirico, il più noto è Die Musik kommt [Arriva la musica].
Aveva intanto incominciato a dedicarsi anche all'operetta, su consiglio di Johann Strauss, e dopo aver diretto numerose operette a Bratislava, Brno, Magonza e Amburgo, ebbe occasione di dirigere nel 1900 la compagnia di operette del Lessing-Theater di Berlino. La sua prima operetta andò in scena a Vienna nel 1904: Die lustigen Nibelungen [Gli allegri Nibelunghi], una parodia dell'epica germanica e delle opere di Richard Wagner che faceva pensare più a Offenbach che a Johann Strauss. Non ebbe molto successo a Vienna, ma piacque a Berlino; e anni dopo, in epoca nazista, susciterà polemiche e disordini a Graz da parte di nazional-socialisti pro-wagneriani.
Pare che Straus abbia detto, dopo aver assistito a Vienna alla prima della Vedova allegra di Franz Lehár nel 1905: «Das kann ich auch!» [Anch'io posso farlo!]. E in effetti, due anni dopo, ottenne il suo più grande successo, e uno dei più grandi della storia dell'operetta, con Sogno d'un valzer (Ein Walzertraum), che è al tempo stesso un'operetta tradizionale, ricca di valzer, e già una prima riflessione sull'operetta e sul valzer, una sorta di «mise en abîme manieristica nella quale il valzer, Vienna e la tradizione stessa dell'operetta sembrano riflettere su se stessi come in un circolo chiuso».
Nel 1908 tornò all'operetta satirica con Der tapfere Soldat [Il soldato valoroso], che era tratta da una commedia di George Bernard Shaw (Le armi e l'uomo) e infatti è più nota oggi nella versione inglese The Chocolate Soldier. Ma quella parodistica non era la sua vena migliore e quest'operetta fu un mezzo fallimento. G.B. Shaw aveva accettato che la sua commedia diventasse un'operetta a patto che non vi rimanesse traccia dei dialoghi originali e che sui programmi di sala venisse scritto: «Con scuse a Mr. Bernard Shaw per una non autorizzata parodia di una delle sue commedie». 
Straus era comunque, ormai, un compositore famoso, per via del trionfo mondiale di Sogno d'un valzer, e continuò a sfornare operette al ritmo più o meno di una all'anno. Tra i maggiori successi: Rund um die Liebe (1914, lontanamente ispirata a Il servitore di due padroni di Carlo Goldoni), Der letzte Walzer (1920), Die Perlen der Cleopatra (1923), Die Königin (1926), Marietta (1928, in francese, su libretto di Sacha Guitry), Eine Frau, die weiss, was sie will (1932). Die Teresina (1925) fu la prima operetta tedesca rappresentata in Francia dopo la prima guerra mondiale.
Anche se si era voluto distinguere, togliendosi una "s", dagli Strauss viennesi, nel 1935 li omaggerà esplicitamente in un'operetta in tre atti, Drei Walzer, «una sorta di carrellata storica affrescata con i diversi stili dei valzer»: il primo atto è ambientato all'epoca di Johann Strauss sr. e rielabora alcune sue composizioni; il secondo atto è ambientato all'epoca di Johann Strauss jr. e ne rielabora alcune composizioni; il terzo atto è ambientato in epoca contemporanea e contiene brani originali dello stesso Straus. Il successo di quest'operetta fu grande soprattutto nella sua versione francese, Les trois valses, andata in scena a Parigi con Yvonne Printemps e Pierre Fresnay protagonisti.
Intanto, nel 1927, Straus era tornato a Vienna e nel 1930 aveva iniziato a comporre colonne sonore cinematografiche. L'allegro tenente (1931) di Ernst Lubitsch è un adattamento di Sogno d'un valzer in cui le musiche dell'operetta originaria sono perlopiù usate soltanto in sottofondo. Straus compose però per il film alcuni brani originali aggiuntivi, come per il successivo Un'ora d'amore (1932), sempre di Lubitsch, e per altri film tedeschi e inglesi. Dopo l'Anschluss, viste le sue origini ebraiche, si trasferì in Svizzera, in Francia e poi nel 1940 negli Stati Uniti, dapprima a New York e poi a Hollywood, dove tuttavia non ebbe più occasioni di lavorare per il cinema: si limitò a svolgere la vecchia professione di direttore d'orchestra portando in giro per gli Stati Uniti valzer e altre musiche viennesi.
Ebbe però occasione di comporre le colonne sonore di due importanti film francesi di Max Ophüls (con cui aveva iniziato a collaborare nel 1940 per Da Mayerling a Sarajevo): La ronde - Il piacere e l'amore (1950) e I gioielli di Madame de... (1953).
Benché avesse ottenuto la cittadinanza americana, alla fine della seconda guerra mondiale tornò in Austria e si stabilì a Bad Ischl, dove morì nel 1954. È sepolto a Bad Ischl, nello stesso cimitero dove è sepolto il suo collega e rivale Franz Lehár.

## Opere principali

### Opere
- Die waise von Cordova (1894)
- Die Schweden von Brünn (1895)
- Das Tal der Liebe (1909)
- Der tapfere Cassian (1912, su libretto di Arthur Schnitzler)
- Die himmelblaue Zeit (1914)
- Božena (1952)

### Operette
- Die lustigen Nibelungen (1904)
- Zur indischen Witwe (1905)
- Hugdietrichs Brautfahrt (1906)
- Sogno d'un valzer [Ein Walzertraum] (1907)
- Der tapfere Soldat (1908)
- Didi (1909)
- Little May (1909)
- Mein junger Herr (1910)
- Die kleine Freundin (1911)
- The Dancing Viennese (1912)
- Love and Laughter (1913)
- Rund um die Liebe (1914)
- Die schöne Unbekannte (1915)
- Liebeszauber (1916)
- Der letzte Walzer(1920)
- Nixchen (1921)
- Die törichte Jungfrau (1922)
- Die Perlen der Cleopatra (1923)
- Tanz und die Liebe (1924)
- Die Teresina (1925)
- Riquette (1925)
- Die Königin (1927)
- Hochzeit in Hollywood (1928)
- Mariette (1928)
- Die erste Beste (1929)
- Der Bauerngeneral (1931)
- Eine Frau, die weiß, was sie will (1932)
- Zwei lachende Augen (1933)
- Liebelei (1934, da Arthur Schnitzler)
- Das Walzerparadies (1935)
- Drei Walzer (1935, con musiche degli Strauss di Vienna)
- Mes amours (1940)
- Die Musik kommt (1948)
- Ihr erster Walzer (rielaborazione di Die Musik kommt, 1950)

### Balletti
- Colombine (1904)
- Die Prinzessin von Tragant (1912)

### Colonne sonore
- Married in Hollywood (1929) di Marcel Silver
- Jenny Lind (1931) di Arthur Robison
- L'allegro tenente (The Smiling Lieutenant, 1931) di Ernst Lubitsch
- Un'ora d'amore (One Hour with You,1932) di Ernst Lubitsch
- Die Herren von Maxim (1933) di Carl Boese
- Frühlingsstimmen (1934) di Pál Fejös
- The Queen's Affair (1934) di Herbert Wilcox
- Eine Frau, die weiss, was sie will (1934) di Victor Janson. dall'operetta omonima dello stesso Straus
- La donna amata (Der letzte Walzer, 1934) di Georg Jacoby, dall'operetta omonima dello stesso Straus
- Lasciateci cantare (Land Without Music, 1936) di Walter Forde
- Buona notte amore! (Make a Wish, 1937) di Kurt Neumann
- The Last Waltz (1936) di Gerald Barry e Leo Mittler
- Les trois valses (1938) di Ludwig Berger, dall'operetta Drei Walzer dello stesso Straus
- È arrivata la fortuna (Moulin Rouge, 1940) di André Hugon e Yves Mirande
- Da Mayerling a Sarajevo (De Mayerling à Sarajevo, 1940) di Max Ophüls
- La ronde - Il piacere e l'amore (La ronde, 1950) di Max Ophüls
- I gioielli di Madame de... (Madame de..., 1953) di Max Ophüls
- Einmal keine Sorgen haben (1953) di Georg Marischka
- Il tenente dello zar (Der letzte Walzer, 1953), dall'operetta Der letzte Walzer dello stesso Straus